# Ghoria nepalica
Ghoria nepalica is een vlinder uit de familie van de spinneruilen (Erebidae). De wetenschappelijke naam van deze soort is voor het eerst voorgesteld als Agylla nepalica door Franz Daniel in een publicatie uit 1961.
De soort komt voor in Nepal.